# Sharktopus vs. Whalewolf
Sharktopus vs. Whalewolf  (Arbeitstitel:  Sharktopus vs. Mermantula) ist ein US-amerikanischer Science-Fiction-Fernsehfilm mit Splatter-Elementen aus dem Jahr 2015. Der mäßig bis schwach bewertete Streifen stellt den direkten Nachfolger des 2014 erschienenen Sharktopus vs. Pteracuda – Kampf der Urzeitgiganten sowie den dritten Teil der Sharktopus-Reihe dar. Unter der Regie von Kevin O’Neill wurde der Low-Budget-Film in Santo Domingo in der Dominikanischen Republik gedreht und am 19. Juli 2015 in den USA bei Syfy erstausgestrahlt; der Verkauf in Deutschland erfolgte am 24. Februar 2017.

## Handlung
Auf dem Schiff des oft betrunkenen Kapitäns Ray Brady wird während einer Seebestattung der Leichnam und ein Trauergast von einem Hai mit Tintenfischtentakeln, dem Sharktopus, gefressen. Brady wird deswegen eingesperrt. Da ihn ein Voodoo-Priester aus dem Gefängnis herauskaufen kann, steht er in dessen Schuld und muss ihm das Herz des Sharktopus bringen. Währenddessen will die Schönheitschirurgin Dr. Elsa Reinhardt den alternden und erfolglosen Baseballspieler Felix Rosa verjüngen und zu neuem Ruhm verhelfen, indem sie seine DNA mit der eines Wales und eines Wolfes mischt. Das Experiment scheitert und aus Rosa wird ein neuartiges Monster, der Whalewolf. Beide Monster treiben in Santo Domingo ihr Unwesen und bringen Menschen um, geraten aber auch aneinander und kämpfen miteinander, es gibt jedoch nie einen eindeutigen Sieger. Der Whalewolf bringt sogar seine Schöpferin Dr. Reinhardt um, nachdem sie nichts mehr von ihrem Geschöpf wissen will. Kapitän Brady schafft es, die Spitze eines Tentakels vom Sharktopus abzuschneiden und bringt sie dem Voodoo-Priester, der zwar das Herz wollte, aber letztendlich auch mit der Tentakelspitze zufrieden ist. Er baut eine Voodoo-Puppe und übernimmt damit die Kontrolle über den Sharktopus, doch Kapitän Brady gelingt es, diese Puppe in seinen Besitz zu bringen. Seine Kollegen locken die beiden Monster in ein Stadion, in dem der finale Kampf stattfindet. Whalewolf schleudert Sharktopus gegen ein stromgeladenes Netz, worauf dieser verbrennt. Kampfflugzeuge töten den Whalewolf. Am Ende des Films sieht man, wie eine Voodoo-Priesterin aus dem Sharktopus-Tentakel einen lebenden Tentakel macht, was darauf hindeutet, dass es eine Fortsetzung gibt.

## Rezeption
Die Kritiken für Sharktopus vs. Whalewolf fielen sehr unterschiedlich aus, siedelten sich aber meist im Bereich der schwachen Bewertungen an.

„Maximale Zuschauerverachtung – der Ofen ist jetzt nicht nur aus, sondern eiskalt!“

„Kein Meisterstück, aber ein heimlicher Spaß.“

Am 1. September 2017 wurde der Film im Rahmen der Tele-5-Reihe Die schlechtesten Filme aller Zeiten gezeigt.